# Conidiotheca tympanoides
Conidiotheca tympanoides är en svampart som först beskrevs av M.E. Barr, och fick sitt nu gällande namn av Réblová & L. Mostert 2007. Conidiotheca tympanoides ingår i släktet Conidiotheca, ordningen Calosphaeriales, klassen Sordariomycetes, divisionen sporsäcksvampar och riket svampar.   Inga underarter finns listade i Catalogue of Life.